# 1-氯己烷
1-氯己烷是有芳香气味的无色液体，化学式 C6H13Cl。

## 制备
1-氯己烷可以由1-己醇和盐酸或氯化亚砜反应而成。

## 反应
它和氟化钾在乙二醇反应，可以得到1-氟己烷，在三氯化铝存在下和苯反应则可以得到2-苯基己烷。